# Lucjan Kuźniar
Lucjan Kuźniar (ur. 9 lutego 1958 w Markowej) – polski samorządowiec, przedsiębiorca i rolnik, w latach 2010–2018 członek zarządu województwa podkarpackiego, od 2013 do 2014 w randze wicemarszałka.

## Życiorys
Ukończył Technikum Mechanizacji Rolnictwa w Łańcucie oraz studia magisterskie z zakresu socjologii zarządzania i organizacji w Wyższej Szkole Społeczno-Gospodarczej w Tyczynie. Został właścicielem gospodarstwa rolnego o powierzchni 80 ha. Prowadził działalność gospodarczą w branży rolniczej. W 1993 uruchomił wytwórnię pasz i koncentratów, a od 2002 do 2010 był właścicielem Zakładu Tłuszczowego „Białoboki” w Białobokach, który wytworzył m.in. olej podkarpacki według własnej technologii. Działał także w organizacjach branżowych: od 2004 zasiada w prezydium Zarządu Krajowego Związku Rolników Kółek i Organizacji Rolniczych (KZRKiOR), a od 2006 szefuje Podkarpackiemu Stowarzyszeniu Producentów i Przetwórców Roślin Oleistych. Od 2003 był także zastępcą członka Komitetu Regionów w Brukseli.
Zaangażował się w działalność polityczną w ramach kolejno: Sojuszu Lewicy Demokratycznej, Polskiego Stronnictwa Ludowego i Prawa i Sprawiedliwości. W kadencji 1998–2002 zasiadał w radzie powiatu przeworskiego. W 2002 (z listy SLD-UP), 2006, 2010 (dwukrotnie z ramienia PSL) i 2014 (z ramienia PiS) uzyskiwał mandat radnego sejmiku podkarpackiego II, III, IV i V kadencji. W trakcie II kadencji przeszedł z SLD do PSL. Od 2002 do 2010 kierował Komisją Budżetu i Finansów. W 2007 kandydował do Sejmu z 3. miejsca listy PSL w okręgu nr 22, zdobywając 5445 głosów.
30 listopada 2010 został wybrany na członka zarządu województwa podkarpackiego w ramach koalicji PO-PSL-SLD. 27 maja 2013 został wraz z całym zarządem odwołany w związku z aresztowaniem marszałka Mirosława Karapyty. Tego samego dnia został wybrany na wicemarszałka po przejściu do Prawa i Sprawiedliwości, które uzyskało większość w sejmiku dzięki głosowi jego i Jana Burka (dotychczas PO). 28 listopada 2014 po raz kolejny został członkiem zarządu województwa. W czerwcu 2015 został przejściowo zawieszony w prawach członka PiS i sejmikowego klubu partii. 29 stycznia 2018 zrezygnował z funkcji po tym, jak prokuratura wznowiła śledztwo w sprawie udziału jego żony w zorganizowanej grupie przestępczej. W wyborach w tym samym roku nie ubiegał się o reelekcję.
W 2005 otrzymał Złoty Krzyż Zasługi.
Jest żonaty. Mieszka w Gaci.